# エリカ・メンデス
エリカ・メンデス（Erica Mendez、1988年2月13日 - ）は、アメリカ合衆国の声優である。

## 来歴
1988年、カリフォルニア州ロサンゼルスに生まれる。 2013年に放送された『パックワールド』でデビュー。その後もいくつかのアニメへ出演してキャリアをスタートさせた。

## 私生活
2020年の時点で、メンデスは仲間の声優ルシアン・ドッジと約10年間一緒にいた。
二人はロサンゼルスのアパートに住んでいる。
メンデスは、無性愛者として自認している。

## 出演作品
以下は基本的に英語版における担当を記す。

### テレビアニメ
- マギ（アラジン）
- キルラキル（纏流子）
- 結城友奈は勇者である（犬吠埼風）
- 凪のあすから（先島あかり）
- アルドノア・ゼロ（網文韻子）
- ソードアート・オンライン（ユウキ）
- 七つの大罪（ディアンヌ）
- ラブライブ!（矢澤にこ）
- 四月は君の嘘（澤部椿）
- HUNTER×HUNTER（ゴン＝フリークス）
- Fate/Grand Order（マシュ・キリエライト）
- あの日見た花の名前を僕達はまだ知らない。（鶴見知利子）
- Fate/Apocrypha（ジャック・ザ・リッパー）
- アグレッシブ烈子（烈子）
- Re:ゼロから始める異世界生活（パック）
- 盾の勇者の成り上がり（ラフタリア）
- この素晴らしい世界に祝福を!（めぐみん）
- ダンガンロンパ３ –The End of 希望ヶ峰学園–（新月渚）
- 約束のネバーランド（エマ）
- はたらく細胞（制御性T細胞 ）
- レゴ フレンズ 〜ともだちキラキラ!ものがたり〜（アンドレア）
- マギアレコード 魔法少女まどか☆マギカ外伝 (水波レナ)
- 超人高校生たちは異世界でも余裕で生き抜くようです! (プリンス暁)
- 八男って、それはないでしょう!（イーナ）
- フルーツバスケット (2019年版)（草摩五月）
- アグレッシブ烈子 (烈子)
- シャーマンキング (麻倉ハオ)
- 鬼滅の刃 (まきを)

### 劇場アニメ
- ラブライブ!The School Idol Movie (矢澤にこ)
- 劇場版 フェアリーテイル (ソーニャ)
- 僕のヒーローアカデミア THE MOVIE 〜2人の英雄〜 (メリッサ・シールド)
- 君の膵臓をたべたい
- 劇場版 響け!ユーフォニアム〜誓いのフィナーレ〜（黄前久美子）
- 二ノ国 (タツノリ)

### ゲーム
- ゴッドイーター リザレクション（女主人公）
- Dust: An Elysian Tail
- エスカ&ロジーのアトリエ 〜黄昏の空の錬金術士〜 (ミーチェ・サン・ミュッセンブルグ)
- Battle Chef Brigade（ミナ・ハン）
- ファイアーエムブレム 風花雪月（ベルナデッタ）
- ポケモンマスターズ （ナタネ、トウコ）
- デジモンリアライズ（新城ミチ）
- 絶対絶望少女 ダンガンロンパ Another Episode（新月渚）
- ニューダンガンロンパV3 みんなのコロシアイ新学期（春川魔姫）
- 原神（神里綾華）
- ぷよぷよシリーズ（ぷよぷよテトリス以降）（アルル）
- ソウルハッカーズ2（フィグ）